# 大韓佛教淨土宗
大韓佛教淨土宗 （韓語：대한불교 정토종），為申東煥（신동환）大師在西元1965年11月18日創建於首爾西大門區阿峴洞958。以淨土思想為宗旨，為韓國佛教教派之一。

## 概述
大韓佛教淨土宗以阿彌陀佛為本尊，《無量壽經》為所依經典。其宗旨為僧俗一致，祈願至極樂淨土之修行法。主要活動包括了農曆二月十五日的釋迦牟尼佛佛滅日、四月初八的佛誕日以及十二月初八的佛成道日等。 
1966年3月總部遷移至西大門區佛光洞42－1。其宗教團體的主要執掌為教務統合，掌管中央本部和最高決議機關，除政教委員會外，還有考試院與審查院等。

## 註解
1. 1 2 3 4  종교·철학 > 한국의 종교 > 한국의 불교 > 한국불교의 종파 > 대한불교정토종[永久], 《글로벌 세계 대백과사전》
2. ↑  .   [2018-04-16]. （原始内容存档于2020-08-09）.

## 外部连結
- 대한불교정토종